# Amherst (New York)
Amherst is een town in Erie County in de Amerikaanse staat New York. Bij de volkstelling van 2010 bedroeg de bevolking 122.366.
Amherst is de zetel van uitgeverij Prometheus Books (1969), het Committee for Skeptical Inquiry (CSI, 1976), dat het tijdschrift Skeptical Inquirer publiceert, de Council for Secular Humanism (CSH, 1980) en het Center for Inquiry (CFI, 1991), allen opgericht door Paul Kurtz.